# Unicodeblock Griechisch und Koptisch
Der Unicodeblock Griechisch und Koptisch (englisch Greek and Coptic, U+0370 bis U+03FF) enthält die für monotonisches Griechisch notwendigen Zeichen sowie die über das griechische Alphabet hinausgehenden Buchstaben des koptischen Alphabets. Die Sortierung der griechischen Buchstaben basiert auf ISO 8859-7.
Die Zeichen für polytonisches Griechisch stehen im Unicodeblock Griechisch, Zusatz (1F00–1FFF), und die vom klassisch-griechischen Alphabet abweichenden, typisch koptischen Buchstabenformen des griechischen bzw. koptischen Alphabets finden sich im Unicodeblock Koptisch (2C80–2CFF).
Die deutschen Buchstabennamen entstammen größtenteils der Koptischen Grammatik von Walter C. Till (Leipzig 1961; zitiert nach Michael Neuhold).

## Tabelle
| Unicodenummer | Zeichen (400 %) | Kategorie                 | Bidirektionale Klasse     | Offizielle Bezeichnung                              | Beschreibung                                                                 |
| ------------- | --------------- | ------------------------- | ------------------------- | --------------------------------------------------- | ---------------------------------------------------------------------------- |
| U+0370 (880)  | Ͱ               | Großbuchstabe             | links nach rechts         | GREEK CAPITAL LETTER HETA                           | Griechischer Großbuchstabe Heta                                              |
| U+0371 (881)  | ͱ               | Kleinbuchstabe            | links nach rechts         | GREEK SMALL LETTER HETA                             | Griechischer Kleinbuchstabe Heta                                             |
| U+0372 (882)  | Ͳ               | Großbuchstabe             | links nach rechts         | GREEK CAPITAL LETTER ARCHAIC SAMPI                  | Griechischer Großbuchstabe altes Sampi                                       |
| U+0373 (883)  | ͳ               | Kleinbuchstabe            | links nach rechts         | GREEK SMALL LETTER ARCHAIC SAMPI                    | Griechischer Kleinbuchstabe altes Sampi                                      |
| U+0374 (884)  | ʹ               | modifizierender Buchstabe | anderes neutrales Zeichen | GREEK NUMERAL SIGN                                  | Griechisches Nummernzeichen                                                  |
| U+0375 (885)  | ͵               | modifizierendes Symbol    | anderes neutrales Zeichen | GREEK LOWER NUMERAL SIGN                            | Griechisches tiefgestelltes Nummernzeichen                                   |
| U+0376 (886)  | Ͷ               | Großbuchstabe             | links nach rechts         | GREEK CAPITAL LETTER PAMPHYLIAN DIGAMMA             | Griechischer Großbuchstabe pamphylisches Digamma                             |
| U+0377 (887)  | ͷ               | Kleinbuchstabe            | links nach rechts         | GREEK SMALL LETTER PAMPHYLIAN DIGAMMA               | Griechischer Kleinbuchstabe pamphylisches Digamma                            |
| U+037A (890)  | ͺ               | modifizierender Buchstabe | links nach rechts         | GREEK YPOGEGRAMMENI                                 | Griechisches Iota subscriptum                                                |
| U+037B (891)  | ͻ               | Kleinbuchstabe            | links nach rechts         | GREEK SMALL REVERSED LUNATE SIGMA SYMBOL            | Griechisches kleines gespiegeltes halbmondförmiges Sigma-Zeichen             |
| U+037C (892)  | ͼ               | Kleinbuchstabe            | links nach rechts         | GREEK SMALL DOTTED LUNATE SIGMA SYMBOL              | Griechisches kleines punktiertes halbmondförmiges Sigma-Zeichen              |
| U+037D (893)  | ͽ               | Kleinbuchstabe            | links nach rechts         | GREEK SMALL REVERSED DOTTED LUNATE SIGMA SYMBOL     | Griechisches kleines gespiegeltes punktiertes halbmondförmiges Sigma-Zeichen |
| U+037E (894)  | ;               | andere Interpunktion      | anderes neutrales Zeichen | GREEK QUESTION MARK                                 | Griechisches Fragezeichen                                                    |
| U+037F (895)  | Ϳ               | Großbuchstabe             | links nach rechts         | GREEK CAPITAL LETTER YOT                            | Griechischer Großbuchstabe Jot                                               |
| U+0384 (900)  | ΄               | modifizierendes Symbol    | anderes neutrales Zeichen | GREEK TONOS                                         | Griechische Tonos                                                            |
| U+0385 (901)  | ΅               | modifizierendes Symbol    | anderes neutrales Zeichen | GREEK DIALYTIKA TONOS                               | Griechische Dialytika Tonos                                                  |
| U+0386 (902)  | Ά               | Großbuchstabe             | links nach rechts         | GREEK CAPITAL LETTER ALPHA WITH TONOS               | Griechischer Großbuchstabe Alpha mit Tonos                                   |
| U+0387 (903)  | ·               | andere Interpunktion      | anderes neutrales Zeichen | GREEK ANO TELEIA                                    | Griechisches Ano Telia                                                       |
| U+0388 (904)  | Έ               | Großbuchstabe             | links nach rechts         | GREEK CAPITAL LETTER EPSILON WITH TONOS             | Griechischer Großbuchstabe Epsilon mit Tonos                                 |
| U+0389 (905)  | Ή               | Großbuchstabe             | links nach rechts         | GREEK CAPITAL LETTER ETA WITH TONOS                 | Griechischer Großbuchstabe Eta mit Tonos                                     |
| U+038A (906)  | Ί               | Großbuchstabe             | links nach rechts         | GREEK CAPITAL LETTER IOTA WITH TONOS                | Griechischer Großbuchstabe Iota mit Tonos                                    |
| U+038C (908)  | Ό               | Großbuchstabe             | links nach rechts         | GREEK CAPITAL LETTER OMICRON WITH TONOS             | Griechischer Großbuchstabe Omikron mit Tonos                                 |
| U+038E (910)  | Ύ               | Großbuchstabe             | links nach rechts         | GREEK CAPITAL LETTER UPSILON WITH TONOS             | Griechischer Großbuchstabe Ypsilon mit Tonos                                 |
| U+038F (911)  | Ώ               | Großbuchstabe             | links nach rechts         | GREEK CAPITAL LETTER OMEGA WITH TONOS               | Griechischer Großbuchstabe Omega mit Tonos                                   |
| U+0390 (912)  | ΐ               | Kleinbuchstabe            | links nach rechts         | GREEK SMALL LETTER IOTA WITH DIALYTIKA AND TONOS    | Griechischer Kleinbuchstabe Iota mit Dialytika und Tonos                     |
| U+0391 (913)  | Α               | Großbuchstabe             | links nach rechts         | GREEK CAPITAL LETTER ALPHA                          | Griechischer Großbuchstabe Alpha                                             |
| U+0392 (914)  | Β               | Großbuchstabe             | links nach rechts         | GREEK CAPITAL LETTER BETA                           | Griechischer Großbuchstabe Beta                                              |
| U+0393 (915)  | Γ               | Großbuchstabe             | links nach rechts         | GREEK CAPITAL LETTER GAMMA                          | Griechischer Großbuchstabe Gamma                                             |
| U+0394 (916)  | Δ               | Großbuchstabe             | links nach rechts         | GREEK CAPITAL LETTER DELTA                          | Griechischer Großbuchstabe Delta                                             |
| U+0395 (917)  | Ε               | Großbuchstabe             | links nach rechts         | GREEK CAPITAL LETTER EPSILON                        | Griechischer Großbuchstabe Epsilon                                           |
| U+0396 (918)  | Ζ               | Großbuchstabe             | links nach rechts         | GREEK CAPITAL LETTER ZETA                           | Griechischer Großbuchstabe Zeta                                              |
| U+0397 (919)  | Η               | Großbuchstabe             | links nach rechts         | GREEK CAPITAL LETTER ETA                            | Griechischer Großbuchstabe Eta                                               |
| U+0398 (920)  | Θ               | Großbuchstabe             | links nach rechts         | GREEK CAPITAL LETTER THETA                          | Griechischer Großbuchstabe Theta                                             |
| U+0399 (921)  | Ι               | Großbuchstabe             | links nach rechts         | GREEK CAPITAL LETTER IOTA                           | Griechischer Großbuchstabe Iota                                              |
| U+039A (922)  | Κ               | Großbuchstabe             | links nach rechts         | GREEK CAPITAL LETTER KAPPA                          | Griechischer Großbuchstabe Kappa                                             |
| U+039B (923)  | Λ               | Großbuchstabe             | links nach rechts         | GREEK CAPITAL LETTER LAMDA                          | Griechischer Großbuchstabe Lambda                                            |
| U+039C (924)  | Μ               | Großbuchstabe             | links nach rechts         | GREEK CAPITAL LETTER MU                             | Griechischer Großbuchstabe My                                                |
| U+039D (925)  | Ν               | Großbuchstabe             | links nach rechts         | GREEK CAPITAL LETTER NU                             | Griechischer Großbuchstabe Ny                                                |
| U+039E (926)  | Ξ               | Großbuchstabe             | links nach rechts         | GREEK CAPITAL LETTER XI                             | Griechischer Großbuchstabe Xi                                                |
| U+039F (927)  | Ο               | Großbuchstabe             | links nach rechts         | GREEK CAPITAL LETTER OMICRON                        | Griechischer Großbuchstabe Omikron                                           |
| U+03A0 (928)  | Π               | Großbuchstabe             | links nach rechts         | GREEK CAPITAL LETTER PI                             | Griechischer Großbuchstabe Pi                                                |
| U+03A1 (929)  | Ρ               | Großbuchstabe             | links nach rechts         | GREEK CAPITAL LETTER RHO                            | Griechischer Großbuchstabe Rho                                               |
| U+03A3 (931)  | Σ               | Großbuchstabe             | links nach rechts         | GREEK CAPITAL LETTER SIGMA                          | Griechischer Großbuchstabe Sigma                                             |
| U+03A4 (932)  | Τ               | Großbuchstabe             | links nach rechts         | GREEK CAPITAL LETTER TAU                            | Griechischer Großbuchstabe Tau                                               |
| U+03A5 (933)  | Υ               | Großbuchstabe             | links nach rechts         | GREEK CAPITAL LETTER UPSILON                        | Griechischer Großbuchstabe Ypsilon                                           |
| U+03A6 (934)  | Φ               | Großbuchstabe             | links nach rechts         | GREEK CAPITAL LETTER PHI                            | Griechischer Großbuchstabe Phi                                               |
| U+03A7 (935)  | Χ               | Großbuchstabe             | links nach rechts         | GREEK CAPITAL LETTER CHI                            | Griechischer Großbuchstabe Chi                                               |
| U+03A8 (936)  | Ψ               | Großbuchstabe             | links nach rechts         | GREEK CAPITAL LETTER PSI                            | Griechischer Großbuchstabe Psi                                               |
| U+03A9 (937)  | Ω               | Großbuchstabe             | links nach rechts         | GREEK CAPITAL LETTER OMEGA                          | Griechischer Großbuchstabe Omega                                             |
| U+03AA (938)  | Ϊ               | Großbuchstabe             | links nach rechts         | GREEK CAPITAL LETTER IOTA WITH DIALYTIKA            | Griechischer Großbuchstabe Iota mit Dialytika                                |
| U+03AB (939)  | Ϋ               | Großbuchstabe             | links nach rechts         | GREEK CAPITAL LETTER UPSILON WITH DIALYTIKA         | Griechischer Großbuchstabe Ypsilon mit Dialytika                             |
| U+03AC (940)  | ά               | Kleinbuchstabe            | links nach rechts         | GREEK SMALL LETTER ALPHA WITH TONOS                 | Griechischer Kleinbuchstabe Alpha mit Tonos                                  |
| U+03AD (941)  | έ               | Kleinbuchstabe            | links nach rechts         | GREEK SMALL LETTER EPSILON WITH TONOS               | Griechischer Kleinbuchstabe Epsilon mit Tonos                                |
| U+03AE (942)  | ή               | Kleinbuchstabe            | links nach rechts         | GREEK SMALL LETTER ETA WITH TONOS                   | Griechischer Kleinbuchstabe Eta mit Tonos                                    |
| U+03AF (943)  | ί               | Kleinbuchstabe            | links nach rechts         | GREEK SMALL LETTER IOTA WITH TONOS                  | Griechischer Kleinbuchstabe Iota mit Tonos                                   |
| U+03B0 (944)  | ΰ               | Kleinbuchstabe            | links nach rechts         | GREEK SMALL LETTER UPSILON WITH DIALYTIKA AND TONOS | Griechischer Kleinbuchstabe Ypsilon mit Dialytika und Tonos                  |
| U+03B1 (945)  | α               | Kleinbuchstabe            | links nach rechts         | GREEK SMALL LETTER ALPHA                            | Griechischer Kleinbuchstabe Alpha                                            |
| U+03B2 (946)  | β               | Kleinbuchstabe            | links nach rechts         | GREEK SMALL LETTER BETA                             | Griechischer Kleinbuchstabe Beta                                             |
| U+03B3 (947)  | γ               | Kleinbuchstabe            | links nach rechts         | GREEK SMALL LETTER GAMMA                            | Griechischer Kleinbuchstabe Gamma                                            |
| U+03B4 (948)  | δ               | Kleinbuchstabe            | links nach rechts         | GREEK SMALL LETTER DELTA                            | Griechischer Kleinbuchstabe Delta                                            |
| U+03B5 (949)  | ε               | Kleinbuchstabe            | links nach rechts         | GREEK SMALL LETTER EPSILON                          | Griechischer Kleinbuchstabe Epsilon                                          |
| U+03B6 (950)  | ζ               | Kleinbuchstabe            | links nach rechts         | GREEK SMALL LETTER ZETA                             | Griechischer Kleinbuchstabe Zeta                                             |
| U+03B7 (951)  | η               | Kleinbuchstabe            | links nach rechts         | GREEK SMALL LETTER ETA                              | Griechischer Kleinbuchstabe Eta                                              |
| U+03B8 (952)  | θ               | Kleinbuchstabe            | links nach rechts         | GREEK SMALL LETTER THETA                            | Griechischer Kleinbuchstabe Theta                                            |
| U+03B9 (953)  | ι               | Kleinbuchstabe            | links nach rechts         | GREEK SMALL LETTER IOTA                             | Griechischer Kleinbuchstabe Iota                                             |
| U+03BA (954)  | κ               | Kleinbuchstabe            | links nach rechts         | GREEK SMALL LETTER KAPPA                            | Griechischer Kleinbuchstabe Kappa                                            |
| U+03BB (955)  | λ               | Kleinbuchstabe            | links nach rechts         | GREEK SMALL LETTER LAMDA                            | Griechischer Kleinbuchstabe Lambda                                           |
| U+03BC (956)  | μ               | Kleinbuchstabe            | links nach rechts         | GREEK SMALL LETTER MU                               | Griechischer Kleinbuchstabe My                                               |
| U+03BD (957)  | ν               | Kleinbuchstabe            | links nach rechts         | GREEK SMALL LETTER NU                               | Griechischer Kleinbuchstabe Ny                                               |
| U+03BE (958)  | ξ               | Kleinbuchstabe            | links nach rechts         | GREEK SMALL LETTER XI                               | Griechischer Kleinbuchstabe Xi                                               |
| U+03BF (959)  | ο               | Kleinbuchstabe            | links nach rechts         | GREEK SMALL LETTER OMICRON                          | Griechischer Kleinbuchstabe Omikron                                          |
| U+03C0 (960)  | π               | Kleinbuchstabe            | links nach rechts         | GREEK SMALL LETTER PI                               | Griechischer Kleinbuchstabe Pi                                               |
| U+03C1 (961)  | ρ               | Kleinbuchstabe            | links nach rechts         | GREEK SMALL LETTER RHO                              | Griechischer Kleinbuchstabe Rho                                              |
| U+03C2 (962)  | ς               | Kleinbuchstabe            | links nach rechts         | GREEK SMALL LETTER FINAL SIGMA                      | Griechischer Kleinbuchstabe finales Sigma                                    |
| U+03C3 (963)  | σ               | Kleinbuchstabe            | links nach rechts         | GREEK SMALL LETTER SIGMA                            | Griechischer Kleinbuchstabe Sigma                                            |
| U+03C4 (964)  | τ               | Kleinbuchstabe            | links nach rechts         | GREEK SMALL LETTER TAU                              | Griechischer Kleinbuchstabe Tau                                              |
| U+03C5 (965)  | υ               | Kleinbuchstabe            | links nach rechts         | GREEK SMALL LETTER UPSILON                          | Griechischer Kleinbuchstabe Ypsilon                                          |
| U+03C6 (966)  | φ               | Kleinbuchstabe            | links nach rechts         | GREEK SMALL LETTER PHI                              | Griechischer Kleinbuchstabe Phi                                              |
| U+03C7 (967)  | χ               | Kleinbuchstabe            | links nach rechts         | GREEK SMALL LETTER CHI                              | Griechischer Kleinbuchstabe Chi                                              |
| U+03C8 (968)  | ψ               | Kleinbuchstabe            | links nach rechts         | GREEK SMALL LETTER PSI                              | Griechischer Kleinbuchstabe Psi                                              |
| U+03C9 (969)  | ω               | Kleinbuchstabe            | links nach rechts         | GREEK SMALL LETTER OMEGA                            | Griechischer Kleinbuchstabe Omega                                            |
| U+03CA (970)  | ϊ               | Kleinbuchstabe            | links nach rechts         | GREEK SMALL LETTER IOTA WITH DIALYTIKA              | Griechischer Kleinbuchstabe Iota mit Dialytika                               |
| U+03CB (971)  | ϋ               | Kleinbuchstabe            | links nach rechts         | GREEK SMALL LETTER UPSILON WITH DIALYTIKA           | Griechischer Kleinbuchstabe Ypsilon mit Dialytika                            |
| U+03CC (972)  | ό               | Kleinbuchstabe            | links nach rechts         | GREEK SMALL LETTER OMICRON WITH TONOS               | Griechischer Kleinbuchstabe Omikron mit Tonos                                |
| U+03CD (973)  | ύ               | Kleinbuchstabe            | links nach rechts         | GREEK SMALL LETTER UPSILON WITH TONOS               | Griechischer Kleinbuchstabe Ypsilon mit Tonos                                |
| U+03CE (974)  | ώ               | Kleinbuchstabe            | links nach rechts         | GREEK SMALL LETTER OMEGA WITH TONOS                 | Griechischer Kleinbuchstabe Omega mit Tonos                                  |
| U+03CF (975)  | Ϗ               | Großbuchstabe             | links nach rechts         | GREEK CAPITAL KAI SYMBOL                            | Griechisches großes Kai-Symbol                                               |
| U+03D0 (976)  | ϐ               | Kleinbuchstabe            | links nach rechts         | GREEK BETA SYMBOL                                   | Griechisches Beta-Symbol                                                     |
| U+03D1 (977)  | ϑ               | Kleinbuchstabe            | links nach rechts         | GREEK THETA SYMBOL                                  | Griechisches Theta-Symbol                                                    |
| U+03D2 (978)  | ϒ               | Großbuchstabe             | links nach rechts         | GREEK UPSILON WITH HOOK SYMBOL                      | Griechisches Symbol Ypsilon mit Haken                                        |
| U+03D3 (979)  | ϓ               | Großbuchstabe             | links nach rechts         | GREEK UPSILON WITH ACUTE AND HOOK SYMBOL            | Griechisches Symbol Ypsilon mit Akut und Haken                               |
| U+03D4 (980)  | ϔ               | Großbuchstabe             | links nach rechts         | GREEK UPSILON WITH DIAERESIS AND HOOK SYMBOL        | Griechisches Symbol Ypsilon mit Diärese und Haken                            |
| U+03D5 (981)  | ϕ               | Kleinbuchstabe            | links nach rechts         | GREEK PHI SYMBOL                                    | Griechisches Phi-Symbol                                                      |
| U+03D6 (982)  | ϖ               | Kleinbuchstabe            | links nach rechts         | GREEK PI SYMBOL                                     | Griechisches Pi-Symbol                                                       |
| U+03D7 (983)  | ϗ               | Kleinbuchstabe            | links nach rechts         | GREEK KAI SYMBOL                                    | Griechisches Kai-Symbol                                                      |
| U+03D8 (984)  | Ϙ               | Großbuchstabe             | links nach rechts         | GREEK LETTER ARCHAIC KOPPA                          | Griechischer Buchstabe altes Koppa                                           |
| U+03D9 (985)  | ϙ               | Kleinbuchstabe            | links nach rechts         | GREEK SMALL LETTER ARCHAIC KOPPA                    | Griechischer Kleinbuchstabe altes Koppa                                      |
| U+03DA (986)  | Ϛ               | Großbuchstabe             | links nach rechts         | GREEK LETTER STIGMA                                 | Griechischer Buchstabe Stigma                                                |
| U+03DB (987)  | ϛ               | Kleinbuchstabe            | links nach rechts         | GREEK SMALL LETTER STIGMA                           | Griechischer Kleinbuchstabe Stigma                                           |
| U+03DC (988)  | Ϝ               | Großbuchstabe             | links nach rechts         | GREEK LETTER DIGAMMA                                | Griechischer Buchstabe Digamma                                               |
| U+03DD (989)  | ϝ               | Kleinbuchstabe            | links nach rechts         | GREEK SMALL LETTER DIGAMMA                          | Griechischer Kleinbuchstabe Digamma                                          |
| U+03DE (990)  | Ϟ               | Großbuchstabe             | links nach rechts         | GREEK LETTER KOPPA                                  | Griechischer Buchstabe Koppa                                                 |
| U+03DF (991)  | ϟ               | Kleinbuchstabe            | links nach rechts         | GREEK SMALL LETTER KOPPA                            | Griechischer Kleinbuchstabe Koppa                                            |
| U+03E0 (992)  | Ϡ               | Großbuchstabe             | links nach rechts         | GREEK LETTER SAMPI                                  | Griechischer Buchstabe Sampi                                                 |
| U+03E1 (993)  | ϡ               | Kleinbuchstabe            | links nach rechts         | GREEK SMALL LETTER SAMPI                            | Griechischer Kleinbuchstabe Sampi                                            |
| U+03E2 (994)  | Ϣ               | Großbuchstabe             | links nach rechts         | COPTIC CAPITAL LETTER SHEI                          | Koptischer Großbuchstabe Schaj                                               |
| U+03E3 (995)  | ϣ               | Kleinbuchstabe            | links nach rechts         | COPTIC SMALL LETTER SHEI                            | Koptischer Kleinbuchstabe Schaj                                              |
| U+03E4 (996)  | Ϥ               | Großbuchstabe             | links nach rechts         | COPTIC CAPITAL LETTER FEI                           | Koptischer Großbuchstabe Faj                                                 |
| U+03E5 (997)  | ϥ               | Kleinbuchstabe            | links nach rechts         | COPTIC SMALL LETTER FEI                             | Koptischer Kleinbuchstabe Faj                                                |
| U+03E6 (998)  | Ϧ               | Großbuchstabe             | links nach rechts         | COPTIC CAPITAL LETTER KHEI                          | Koptischer Großbuchstabe Chaj                                                |
| U+03E7 (999)  | ϧ               | Kleinbuchstabe            | links nach rechts         | COPTIC SMALL LETTER KHEI                            | Koptischer Kleinbuchstabe Chaj                                               |
| U+03E8 (1000) | Ϩ               | Großbuchstabe             | links nach rechts         | COPTIC CAPITAL LETTER HORI                          | Koptischer Großbuchstabe Hori                                                |
| U+03E9 (1001) | ϩ               | Kleinbuchstabe            | links nach rechts         | COPTIC SMALL LETTER HORI                            | Koptischer Kleinbuchstabe Hori                                               |
| U+03EA (1002) | Ϫ               | Großbuchstabe             | links nach rechts         | COPTIC CAPITAL LETTER GANGIA                        | Koptischer Großbuchstabe Dschandscha                                         |
| U+03EB (1003) | ϫ               | Kleinbuchstabe            | links nach rechts         | COPTIC SMALL LETTER GANGIA                          | Koptischer Kleinbuchstabe Dschandscha                                        |
| U+03EC (1004) | Ϭ               | Großbuchstabe             | links nach rechts         | COPTIC CAPITAL LETTER SHIMA                         | Koptischer Großbuchstabe Schima                                              |
| U+03ED (1005) | ϭ               | Kleinbuchstabe            | links nach rechts         | COPTIC SMALL LETTER SHIMA                           | Koptischer Kleinbuchstabe Schima                                             |
| U+03EE (1006) | Ϯ               | Großbuchstabe             | links nach rechts         | COPTIC CAPITAL LETTER DEI                           | Koptischer Großbuchstabe Di                                                  |
| U+03EF (1007) | ϯ               | Kleinbuchstabe            | links nach rechts         | COPTIC SMALL LETTER DEI                             | Koptischer Kleinbuchstabe Di                                                 |
| U+03F0 (1008) | ϰ               | Kleinbuchstabe            | links nach rechts         | GREEK KAPPA SYMBOL                                  | Griechisches Kappa-Symbol                                                    |
| U+03F1 (1009) | ϱ               | Kleinbuchstabe            | links nach rechts         | GREEK RHO SYMBOL                                    | Griechisches Rho-Symbol                                                      |
| U+03F2 (1010) | ϲ               | Kleinbuchstabe            | links nach rechts         | GREEK LUNATE SIGMA SYMBOL                           | Griechisches halbmondförmiges Sigma-Zeichen                                  |
| U+03F3 (1011) | ϳ               | Kleinbuchstabe            | links nach rechts         | GREEK LETTER YOT                                    | Griechischer Buchstabe Jot                                                   |
| U+03F4 (1012) | ϴ               | Großbuchstabe             | links nach rechts         | GREEK CAPITAL THETA SYMBOL                          | Griechisches großes Theta-Symbol                                             |
| U+03F5 (1013) | ϵ               | Kleinbuchstabe            | links nach rechts         | GREEK LUNATE EPSILON SYMBOL                         | Griechisches halbmondförmiges Epsilon-Symbol                                 |
| U+03F6 (1014) | ϶               | mathematisches Symbol     | anderes neutrales Zeichen | GREEK REVERSED LUNATE EPSILON SYMBOL                | Griechisches gespiegeltes halbmondförmiges Epsilon-Symbol                    |
| U+03F7 (1015) | Ϸ               | Großbuchstabe             | links nach rechts         | GREEK CAPITAL LETTER SHO                            | Griechischer Großbuchstabe Scho                                              |
| U+03F8 (1016) | ϸ               | Kleinbuchstabe            | links nach rechts         | GREEK SMALL LETTER SHO                              | Griechischer Kleinbuchstabe Scho                                             |
| U+03F9 (1017) | Ϲ               | Großbuchstabe             | links nach rechts         | GREEK CAPITAL LUNATE SIGMA SYMBOL                   | Griechisches großes halbmondförmiges Sigma-Zeichen                           |
| U+03FA (1018) | Ϻ               | Großbuchstabe             | links nach rechts         | GREEK CAPITAL LETTER SAN                            | Griechischer Großbuchstabe San                                               |
| U+03FB (1019) | ϻ               | Kleinbuchstabe            | links nach rechts         | GREEK SMALL LETTER SAN                              | Griechischer Kleinbuchstabe San                                              |
| U+03FC (1020) | ϼ               | Kleinbuchstabe            | links nach rechts         | GREEK RHO WITH STROKE SYMBOL                        | Griechisches Rho-Symbol mit Querstrich                                       |
| U+03FD (1021) | Ͻ               | Großbuchstabe             | links nach rechts         | GREEK CAPITAL REVERSED LUNATE SIGMA SYMBOL          | Griechisches großes gespiegeltes halbmondförmiges Sigma-Zeichen              |
| U+03FE (1022) | Ͼ               | Großbuchstabe             | links nach rechts         | GREEK CAPITAL DOTTED LUNATE SIGMA SYMBOL            | Griechisches großes punktiertes halbmondförmiges Sigma-Zeichen               |
| U+03FF (1023) | Ͽ               | Großbuchstabe             | links nach rechts         | GREEK CAPITAL REVERSED DOTTED LUNATE SIGMA SYMBOL   | Griechisches großes gespiegeltes punktiertes halbmondförmiges Sigma-Zeichen  |